# Napothera
Napothera (sluiptimalia's en kruiplijsters) is een geslacht van zangvogels uit de familie van de Pellorneidae. De wetenschappelijke naam van het geslacht is voor het eerst geldig gepubliceerd in 1842 door George Robert Gray. De vogels in dit geslacht en de geslachten Ptilocichla en Kenopia worden in het Engels wren-babblers genoemd. 

## Kenmerken
Het zijn kleine, bruine vogels met een kort staartje die lijken op winterkoningen (wrens). 

## Verspreiding en leefgebied
Ze komen voor in ongerept regenwoud en hun leefgebied is de onderste laag van het oerwoud: de bodem tussen dorre bladeren en in dichte ondergroei. Ze "sluipen" hier als het ware in rond. Ze komen vaak voor in kleine groepjes. Het zwaartepunt van het verspreidingsgebied van de soorten uit deze geslachten ligt op Borneo en de rest van de Indische Archipel.

## Soorten
De volgende soorten zijn bij het geslacht ingedeeld:
- Napothera albostriata  – Sumatraanse dwergkruiplijster
- Napothera danjoui  – Annamkruiplijster
- Napothera epilepidota  – Streepborstsluiptimalia
- Napothera malacoptila  – Assamdwergkruiplijster
- Napothera naungmungensis  – Naung-Mungkruiplijster
- Napothera pasquieri  – Vietnamese dwergkruiplijster